# Herzogtum Loslau
Das Herzogtum Loslau (tschechisch Vladislavsko) bestand von 1464 bis 1483 als Teilherzogtum des damals přemyslidischen Herzogtums Ratibor, das seit 1327 ein Lehen der Krone Böhmen war. Residenzort war die gleichnamige Stadt Loslau (heute Wodzisław Śląski in der Woiwodschaft Schlesien in Polen).

## Geschichte

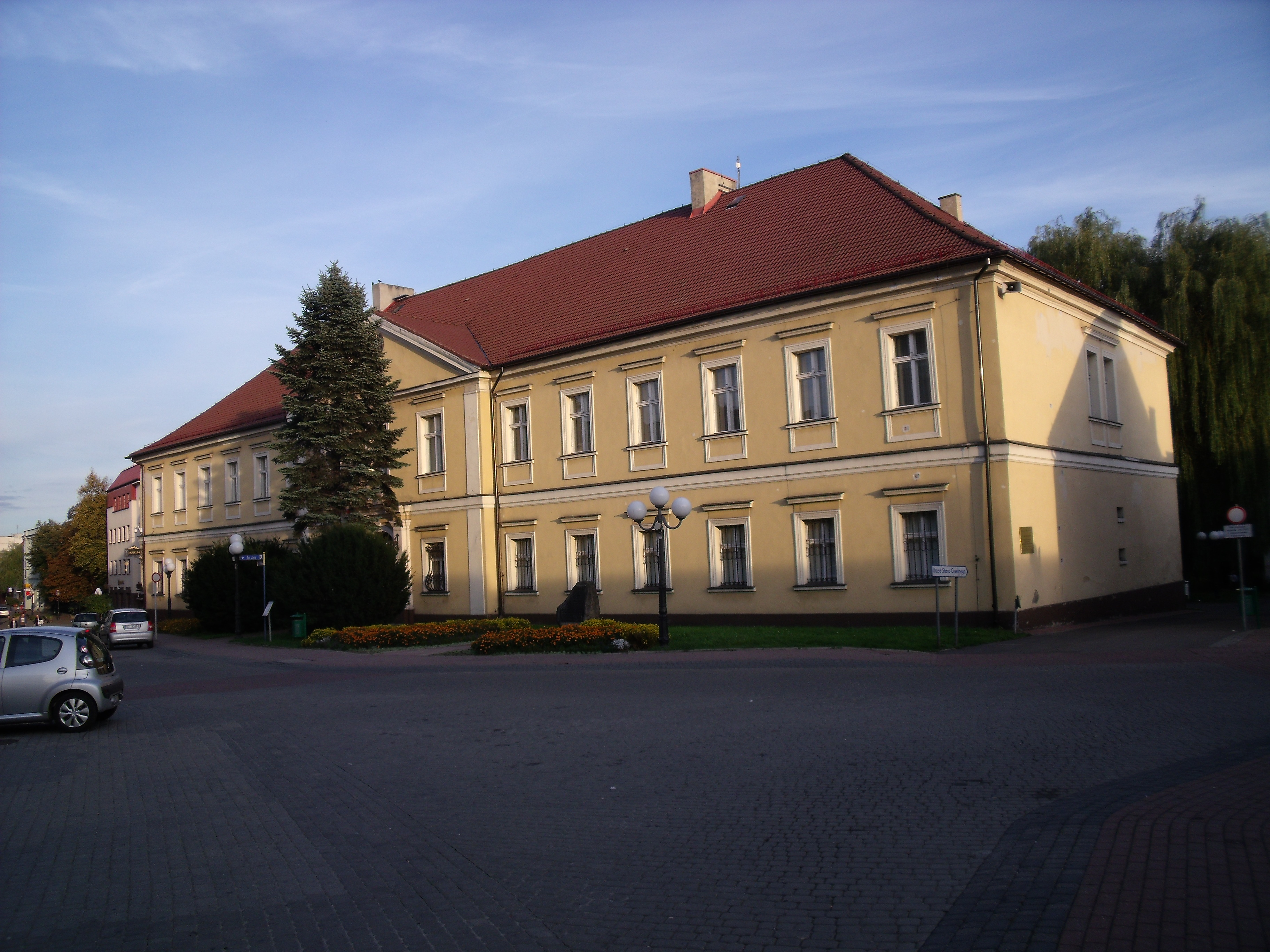
Palais der Fürsten von Dietrichstein in Loslau

Das Gebiet von Loslau gehörte zunächst zum Herzogtum Ratibor, das bis 1326 von den Schlesischen Piasten regiert wurde und danach an das přemyslidische Herzogtum Troppau gelangte. Bei dessen Teilung 1377 fiel es an dessen Jägerndorfer Linie. 1437 wurde es von Ratibor getrennt und gehörte bis 1464 zum Herzogtum Rybnik, von dem es in diesem Jahr für den Jägerndorfer Herzog Johann IV. ausgegliedert wurde, der 1474 Jägerndorf an den Gegenkönig Matthias Corvinus abtreten musste und 1483 in Loslau starb. Die Witwe des Herzogs titulierte u. a. als Herrin von Loslau.
Nach dem Heimfall des Lehens Loslau an Böhmen 1483 erlangte die Herrschaft Loslau 1515 den Status einer Minder-Standesherrschaft (status minor). Diese übertrug der böhmische König Vladislav II. 1502 seinem Oberstkanzler Johann von Schellenberg († 1508). Dessen Sohn, der Landvogt der Niederlausitz, Georg von Schellenberg, verkaufte die Herrschaft Loslau dem Balthasar von Wilczek. 1528 gelangte sie an die Planknar, 1602 an die Plawecki, 1668–1684 an Jerzy Szelepcsĕnyi, danach wiederum durch Heimfall an die Krone Böhmen. Von 1696 bis 1773 war sie im Besitz der Dietrichstein. Im 19. Jahrhundert gehörte sie den Grafen Strachwitz.